# Kappapapillomavirus 2
Sjabloon:Infobox virus
Het Shope-papillomavirus (SPV), ook bekend als het cottontail-konijn-papillomavirus (CRPV) of Kappapapillomavirus 2 is een virus dat wratachtige tumoren veroorzaakt bij konijnen. Deze gezwellen groeien meestal op de kop, oren en nek van het dier, en lijken soms op kleine hoorns.

## Ontdekking
Het virus werd in de jaren 1930 ontdekt door de Amerikaanse wetenschapper Richard Shope. Jagers uit Iowa meldden konijnen met vreemde uitsteeksels op hun hoofd. Shope ontdekte dat deze groeisels werden veroorzaakt door een virus. Dit was een belangrijke ontdekking, omdat het de eerste keer was dat werd aangetoond dat een virus kankerachtige tumoren kan veroorzaken bij zoogdieren.

## Effect op konijnen
Het Shope-papillomavirus veroorzaakt harde, wrat-achtige gezwellen op de huid, vooral op de kop en oren. In sommige gevallen kunnen deze gezwellen kwaadaardig worden en zich ontwikkelen tot huidkanker. De tumoren kunnen zo groot worden dat ze het konijn belemmeren in het eten of bewegen, wat uiteindelijk fataal kan zijn.

## Verspreiding
Het virus kan worden overgedragen:
- door direct contact tussen konijnen;
- dia parasieten zoals vlooien en teken.

Niet alle konijnen worden ernstig ziek. Sommige dieren ontwikkelen na een eerste infectie een zekere mate van immuniteit.

## Wetenschappelijke betekenis
Het Shope-papillomavirus was het eerste virus waarvan werd bewezen dat het tumoren kon veroorzaken bij zoogdieren. Dit maakte het tot een belangrijk model voor kankeronderzoek. Later heeft het bijgedragen aan het begrip van menselijke virussen zoals het humaan papillomavirus (HPV), dat o.a. baarmoederhalskanker kan veroorzaken. Ook hielp dit virusonderzoek bij de ontwikkeling van vaccins tegen HPV.